# Onthophagus hippopotamus
Onthophagus hippopotamus är en skalbaggsart som beskrevs av Edgar von Harold 1869. Onthophagus hippopotamus ingår i släktet Onthophagus och familjen bladhorningar. Inga underarter finns listade i Catalogue of Life.